# Herman Bossier
Herman Bossier (Brugge, 26 februari 1897 – Eigenbrakel, 4 maart 1970) was een Belgisch journalist en schrijver.

## Levensloop
Bossier was de zoon van een in Brugge bekende schoenhandelaar, Arthur Bossier (Brugge, 1869 - Oostkamp, 1951) en van Leontine Margot (Brugge, 1868-1942). 
Zijn broer was Walter Bossier, die stadsbibliothecaris van Brugge werd. Tijdens de Eerste Wereldoorlog hield hij een dagboek bij, waarin hij schreef over zijn vlucht naar Nederland en het dagelijkse leven in Brugge tot 1917.
Bossier begon in 1917 zijn studies Germaanse filologie aan de Gentse, door de Duitsers vernederlandste universiteit. Dit leverde hem na de oorlog het etiket van 'activist' op (zijn vader werd trouwens als activist aangehouden en zijn winkel geplunderd) en het verbod verder te studeren.
Herman Bossier had al in 1913 zijn eerste artikeltjes geschreven, onder de schuilnaam Arminius, in De Vlaamsche Vlagge. Hij besliste dan ook journalist te worden. Eerst werkte hij korte tijd in Brussel bij een tijdschrift dat aan de film was gewijd.
In 1921 werd hij redactiesecretaris in het Brugsch Handelsblad en Brugs correspondent voor De Standaard. In 1930 werd hij voltijds journalist bij De Standaard en ging naar Brussel wonen. Hij werd belast met de verslaggeving over de Senaat en later over de Kamer. Hij verzorgde ook de rubriek 'Kunsten en Letteren'. Vanaf 1933 was hij ook correspondent voor De Tijd (Amsterdam).
Bijkomend werd hij adjunct-directeur pers en voorlichting bij het Belgisch commissariaat voor de Wereldtentoonstelling van 1937 in Parijs en vervolgens voor die in New York in 1939.
Bij de aanvang van de Tweede Wereldoorlog vluchtte hij met andere redactieleden naar Frankrijk, met de bedoeling verder de krant te publiceren. Na de terugkeer in Brussel werkte hij nog een tijd bij de kranten van de groep, maar wenste zich niet met eventuele collaboratie te compromitteren en vanaf 1943 vond hij een onopvallende betrekking in een overheidsadministratie.
Gaston Durnez heeft over hem geschreven: Bossier was een van de opmerkelijkste figuren uit de tussenoorlogse krant, een literair en historisch geïnteresseerde speurder en pluizer zoals ik er in de journalistiek geen andere heb mogen ontmoeten.
Bossier had bijzondere belangstelling voor sommige schrijvers, vooral Franse, zoals Maxence van der Meersch en Joris-Karl Huysmans. De interesse voor deze laatste zette hem aan tot een decennialange speurtocht naar de ware toedracht van het mythische verhaal over het vermeende satanisme van de Brugse kapelaan van het Heilig Bloed Lodewijk Van Haecke.
In 1967 werd Herman Bossier, samen met Stijn Streuvels, met burgemeester Robert De Man (Roeselare) en met Adiel Debeuckelaere opgenomen in de West-Vlaamse 'Ridderorde van 't Manneke uit de Mane'.

## Publicaties
- Geschiedenis van een romanfiguur. De 'Chanoine Docre' uit 'Là-bas' van J. K. Huysmans, Brussel, 1942 - nieuwe vermeerderde uitgave, Hasselt, 1965.
- Un personnage de roman, Les Ecrits, Bruxelles-Paris, 1943.
- De zaak Coucke en Goethals, 1950.

Hij vertaalde ook werk van Oscar Wilde, Pierre Bouchardon en Marnix Gijsen.